# Mercedes-Benz Baureihe 217
Die Mercedes-Benz Baureihe 217 umfasst Coupé und Cabriolet der Oberklasse-Baureihe S-Klasse des deutschen Automobilherstellers Daimler. Sie basiert auf der Plattform der Mercedes-Benz Baureihe 222. Die Produktion lief im Sommer 2020 ersatzlos aus.

## Geschichte
Vorgestellt wurde das S-Klasse Coupé auf dem Genfer Auto-Salon im März 2014. Die Markteinführung erfolgte am 27. September 2014, nachdem die Produktion am 11. Juni 2014 begonnen hatte.
Die Vorgänger wurden von Mitte 1996 bis Ende 2013 als CL-Klasse bezeichnet.
Die Vorstellung des S-Klasse Cabriolets folgte im September 2015 auf der IAA. Damit war erstmals seit dem 1971 eingestellten Mercedes-Benz W 111 wieder ein Cabriolet der S-Klasse erhältlich.
Eine Weltneuheit im Automobilbau war die Kurvenneigetechnik des Magic Body Control Fahrwerks (vorausschauende Version von Active Body Control mit Road Surface Scan). Das S-Klasse Coupé war ab Ende 2016 zudem als weltweit erstes Serienfahrzeug mit einer Klimaanlage mit dem Kältemittel R744 (Kohlenstoffdioxid) ausgestattet.
Darüber hinaus bot Brabus den 662 kW (900 PS) starken Rocket ab 2016 als Coupé und ab 2017 als Cabrio an.

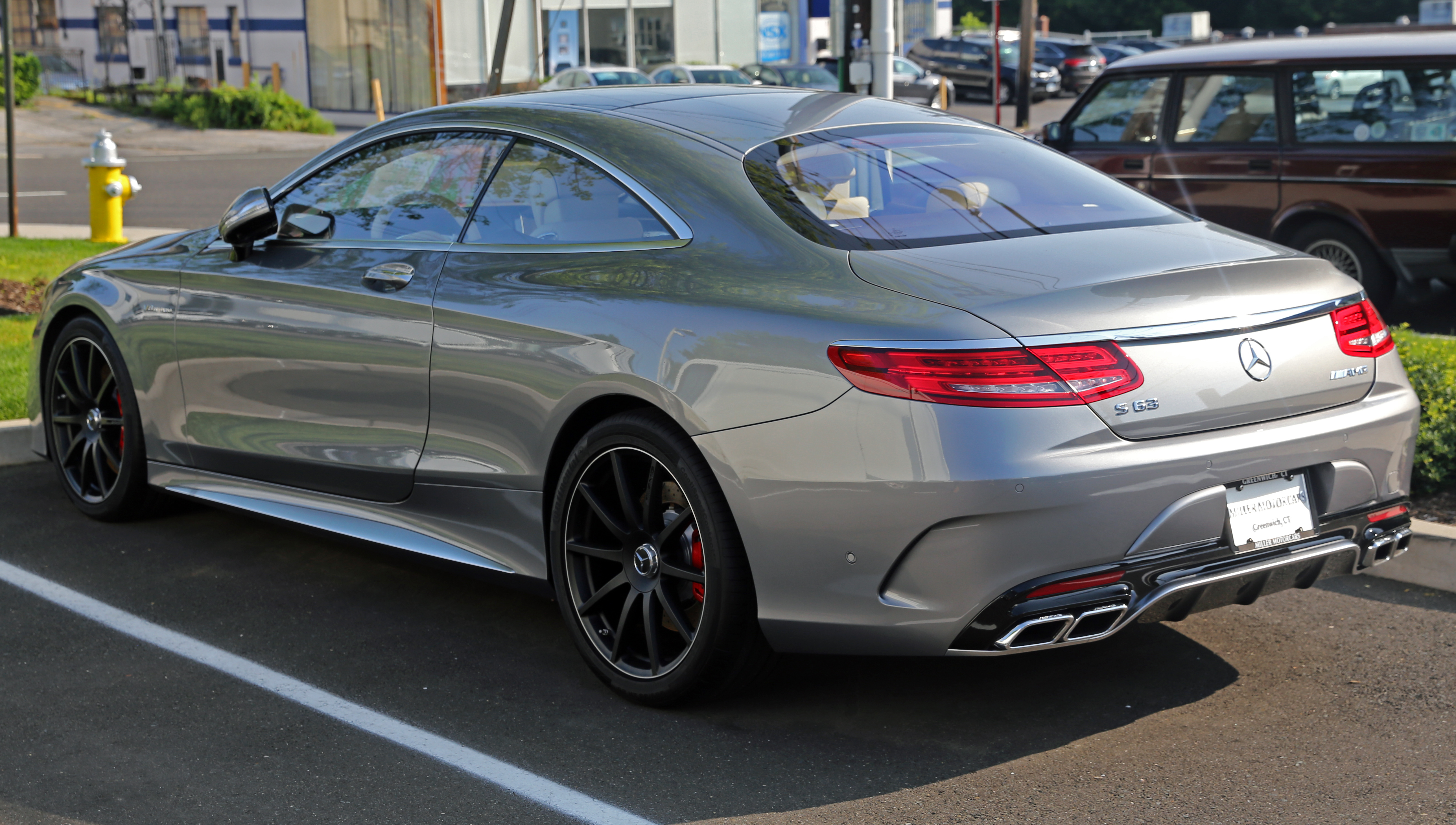
Heckansicht
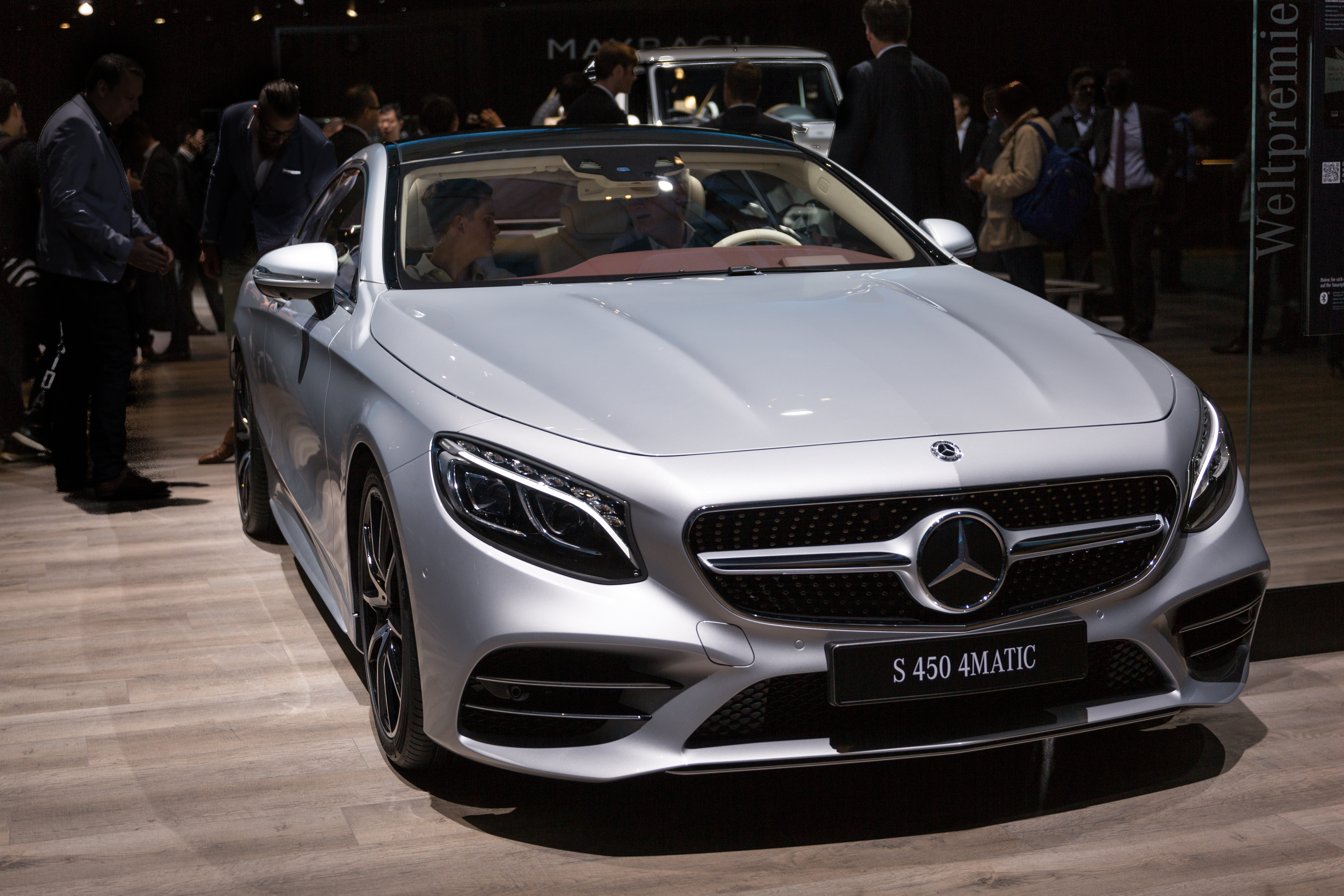
Mercedes-Benz S 450 4MATIC Coupé mit AMG-Paket (2017–2020)
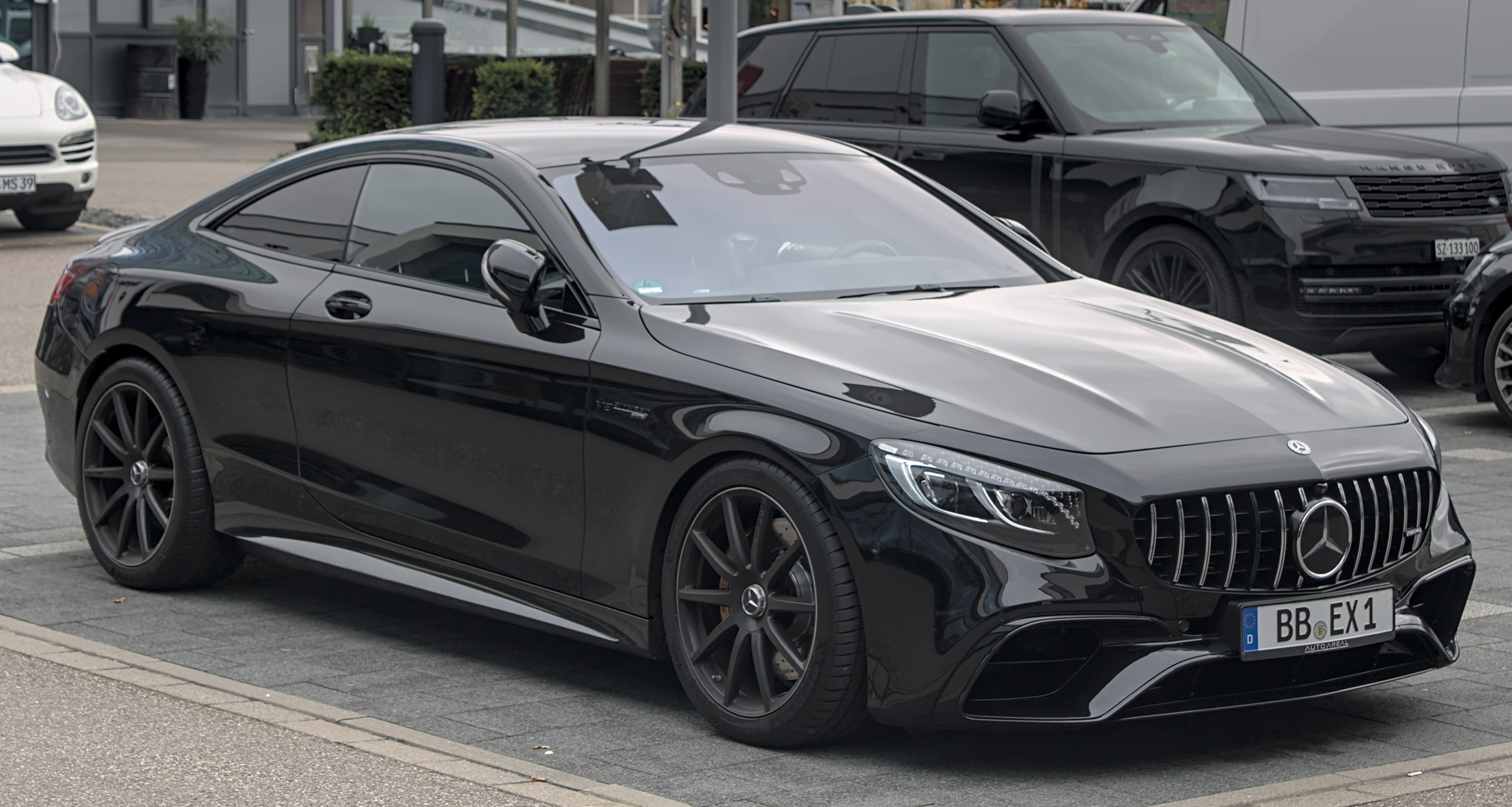
Mercedes-AMG S 63 Coupé
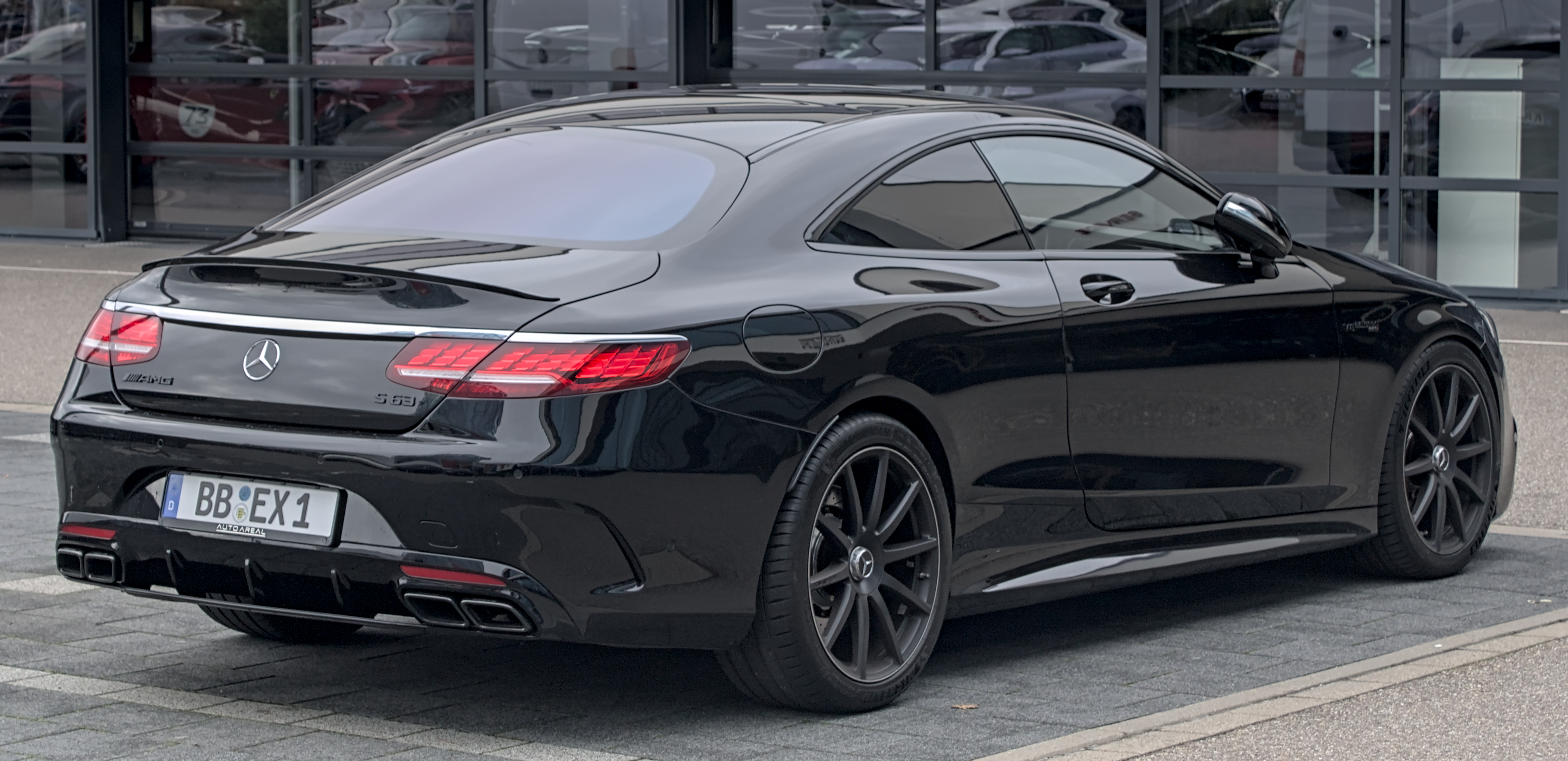
Heckansicht

## Technische Daten
Zur Markteinführung wurde ausschließlich ein V8-Ottomotor mit 4,7 Liter Hubraum, doppelter Turboaufladung und einer Leistung von 335 kW (455 PS) angeboten. Dieser Motor ist bereits aus dem Vorgängermodell bekannt.
Als Getriebe gab es bis Dezember 2014 nur das Siebengang-Automatikgetriebe 7G-Tronic Plus, ab Januar 2015 wurde das S 500 Coupé mit der Neungang-Automatik 9G-Tronic ausgeliefert. Anfangs war das Coupé nur mit dem Allradantrieb 4MATIC verfügbar, erst im Januar 2015 erschien das hinterradgetriebene Pendant. LED-Scheinwerfer mit maskiertem Fernlicht waren serienmäßig.
Im September 2014 kam das S 63 AMG 4MATIC Coupé auf den Markt. Auf Wunsch konnte die serienmäßige Luftfederung Airmatic durch das bereits aus der S-Klasse bekannte Magic-Body-Control-Fahrwerk, das im C 217 um die Kurvenneigefunktion erweitert worden ist, ersetzt werden. Diese Kurvenneigefunktion reduziert die auf die Insassen wirkende Querbeschleunigung. Allerdings gibt es das System nicht in Verbindung mit dem Allradantrieb.
Ab Oktober 2015 gab es analog zur Limousine den S 400 4MATIC als Einstiegsbenziner mit Dreiliter-V6-Motor und 270 kW (367 PS).
| Kenngrößen                                  | S 400 4MATIC                      | S 450 4MATIC                      | S 500                             | S 500 4MATIC                      | S 560                             | S 560 4MATIC                      | AMG S 63 (2)                            | AMG S 63 4MATIC (2)                     | AMG S 63 4MATIC+                        | AMG S 65 (2)                      |
| Bauzeitraum                                 | 10/2015–09/2017                   | 09/2017–08/2020                   | 01/2015–09/2017                   | 06/2014–09/2017                   | 09/2017–08/2020                   | 09/2017–08/2020                   | 09/2014–09/2017                         | 09/2014–09/2017                         | 09/2017–08/2020                         | 09/2014–06/2019                   |
| Motorbezeichnung *                          | M 276 DE 30 AL                    | M 276 DE 30 AL                    | M 278 DE 46 AL                    | M 278 DE 46 AL                    | M 176 DE 40 AL                    | M 176 DE 40 AL                    | M 157 DE 55 AL                          | M 157 DE 55 AL                          | M 177 DE 40 AL                          | M 279 E 60 AL                     |
| Motorkenndaten                              |                                   |                                   |                                   |                                   |                                   |                                   |                                         |                                         |                                         |                                   |
| Motortyp                                    | V6-Ottomotor                      | V6-Ottomotor                      | V8-Ottomotor                      | V8-Ottomotor                      | V8-Ottomotor                      | V8-Ottomotor                      | V8-Ottomotor                            | V8-Ottomotor                            | V8-Ottomotor                            | V12-Ottomotor                     |
| Gemischaufbereitung                         | Direkteinspritzung                | Direkteinspritzung                | Direkteinspritzung                | Direkteinspritzung                | Direkteinspritzung                | Direkteinspritzung                | Direkteinspritzung                      | Direkteinspritzung                      | Direkteinspritzung                      | Saugrohreinspritzung              |
| Motoraufladung                              | Biturbo                           | Biturbo                           | Biturbo                           | Biturbo                           | Biturbo                           | Biturbo                           | Biturbo                                 | Biturbo                                 | Biturbo                                 | Biturbo                           |
| Hubraum                                     | 2996 cm³                          | 2996 cm³                          | 4663 cm³                          | 4663 cm³                          | 3982 cm³                          | 3982 cm³                          | 5461 cm³                                | 5461 cm³                                | 3982 cm³                                | 5980 cm³                          |
| max. Leistung                               | 270 kW (367 PS) bei 5500–6000/min | 270 kW (367 PS) bei 5500–6000/min | 335 kW (455 PS) bei 5250–5500/min | 335 kW (455 PS) bei 5250–5500/min | 345 kW (469 PS) bei 5250–5500/min | 345 kW (469 PS) bei 5250–5500/min | 430 kW (585 PS) bei 5500/min            | 430 kW (585 PS) bei 5500/min            | 450 kW (612 PS) bei 5500–6000/min       | 463 kW (630 PS) bei 4800–5400/min |
| max. Drehmoment                             | 500 Nm bei 1600–4000/min          | 500 Nm bei 1600–4000/min          | 700 Nm bei 1800–3500/min          | 700 Nm bei 1800–3500/min          | 700 Nm bei 2000–4000/min          | 700 Nm bei 2000–4000/min          | 900 Nm bei 2250–3750/min                | 900 Nm bei 2250–3750/min                | 900 Nm bei 2750–4500/min                | 1000 Nm bei 2300–4300/min         |
| Kraftübertragung                            |                                   |                                   |                                   |                                   |                                   |                                   |                                         |                                         |                                         |                                   |
| Antrieb, serienmäßig                        | Allradantrieb                     | Allradantrieb                     | Hinterradantrieb                  | Allradantrieb                     | Hinterradantrieb                  | Allradantrieb                     | Hinterradantrieb                        | Allradantrieb                           | Allradantrieb                           | Hinterradantrieb                  |
| Fahrwerk, serienmäßig [ optional ]          | Airmatic                          | Airmatic                          | Airmatic [ Magic Body Control ]   | Airmatic                          | Airmatic [ Magic Body Control ]   | Airmatic                          | Magic Body Control                      | Airmatic                                | Airmatic                                | Magic Body Control                |
| Getriebe, serienmäßig                       | 7-Gang Automatik (7G-Tronic Plus) | 9-Gang Automatik (9G-Tronic)      | 9-Gang Automatik (9G-Tronic)      | 9-Gang Automatik (9G-Tronic)      | 9-Gang Automatik (9G-Tronic)      | 9-Gang Automatik (9G-Tronic)      | AMG SPEEDSHIFT MCT 7-Gang-Sportgetriebe | AMG SPEEDSHIFT MCT 7-Gang-Sportgetriebe | AMG SPEEDSHIFT MCT 9-Gang-Sportgetriebe | AMG SPEEDSHIFT PLUS 7G-TRONIC     |
| Messwerte                                   |                                   |                                   |                                   |                                   |                                   |                                   |                                         |                                         |                                         |                                   |
| Höchstgeschwindigkeit                       |                                   |                                   |                                   |                                   |                                   |                                   |                                         |                                         |                                         |                                   |
| Coupé                                       | 250 km/h (3)                      | 250 km/h (3)                      | 250 km/h (3)                      | 250 km/h (3)                      | 250 km/h (3)                      | 250 km/h (3)                      | 250 km/h (3) [ 300 km/h ] (1) (3)       | 250 km/h (3) [ 300 km/h ] (1) (3)       | 250 km/h (3) [ 300 km/h ] (1) (3)       | 250 km/h (3) [ 300 km/h ] (1) (3) |
| Cabriolet                                   | –                                 | –                                 | 250 km/h (3)                      | –                                 | 250 km/h (3)                      | –                                 | –                                       | 250 km/h (3) [ 300 km/h ] (1) (3)       | 250 km/h (3) [ 300 km/h ] (1) (3)       | 250 km/h (3) [ 300 km/h ] (1) (3) |
| Beschleunigung, 0–100 km/h                  |                                   |                                   |                                   |                                   |                                   |                                   |                                         |                                         |                                         |                                   |
| Coupé                                       | 5,6 s                             | 5,5 s                             | 4,6 s                             | 4,6 s                             | 4,6 s                             | 4,6 s                             | 4,2 s                                   | 3,9 s                                   | 3,5 s                                   | 4,1 s                             |
| Cabriolet                                   | –                                 | –                                 | 4,6 s                             | –                                 | 4,6 s                             | –                                 | –                                       | 3,9 s                                   | 3,5 s                                   | 4,1 s                             |
| Kraftstoffverbrauch auf 100 km (kombiniert) |                                   |                                   |                                   |                                   |                                   |                                   |                                         |                                         |                                         |                                   |
| Coupé                                       | 8,3–8,9 l Super                   | 8,9–9,2 l Super                   | 8,3–8,8 l Super                   | 9,4–9,9 l Super                   | 8,0–8,3 l Super                   | 8,7–9,0 l Super                   | 10,1 l Super                            | 10,3 l Super                            | 9,3 l Super                             | 11,9 l Super                      |
| Cabriolet                                   | –                                 | –                                 | 8,5–9,1 l Super                   | –                                 | 8,7–9,0 l Super                   | –                                 | –                                       | 10,4 l Super                            | 10,1 l Super                            | 12,0 l Super                      |
| CO2-Emission (kombiniert)                   |                                   |                                   |                                   |                                   |                                   |                                   |                                         |                                         |                                         |                                   |
| Coupé                                       | 193–208 g/km                      | 204–208 g/km                      | 193–204 g/km                      | 219–232 g/km                      | 183–188 g/km                      | 197–202 g/km                      | 237 g/km                                | 242 g/km                                | 211 g/km                                | 279 g/km                          |
| Cabriolet                                   | –                                 | –                                 | 199–212 g/km                      | –                                 |                                   | –                                 | –                                       | 244 g/km                                | 229 g/km                                | 272 g/km                          |
| Abgasnorm nach EU-Klassifikation            | Euro 6                            | Euro 6                            | Euro 6                            | Euro 6                            | Euro 6                            | Euro 6                            | Euro 6                                  | Euro 6                                  | Euro 6                                  | Euro 6                            |

* Die Motorbezeichnung ist wie folgt verschlüsselt:
M = Motor (Otto), Baureihe = 3-stellig, E = Saugrohreinspritzung, DE = Direkteinspritzung, Hubraum = Deziliter (gerundet), A = Abgasturbolader, L = Ladeluftkühlung

## Frontscheinwerfer mit Swarovski-Kristallen

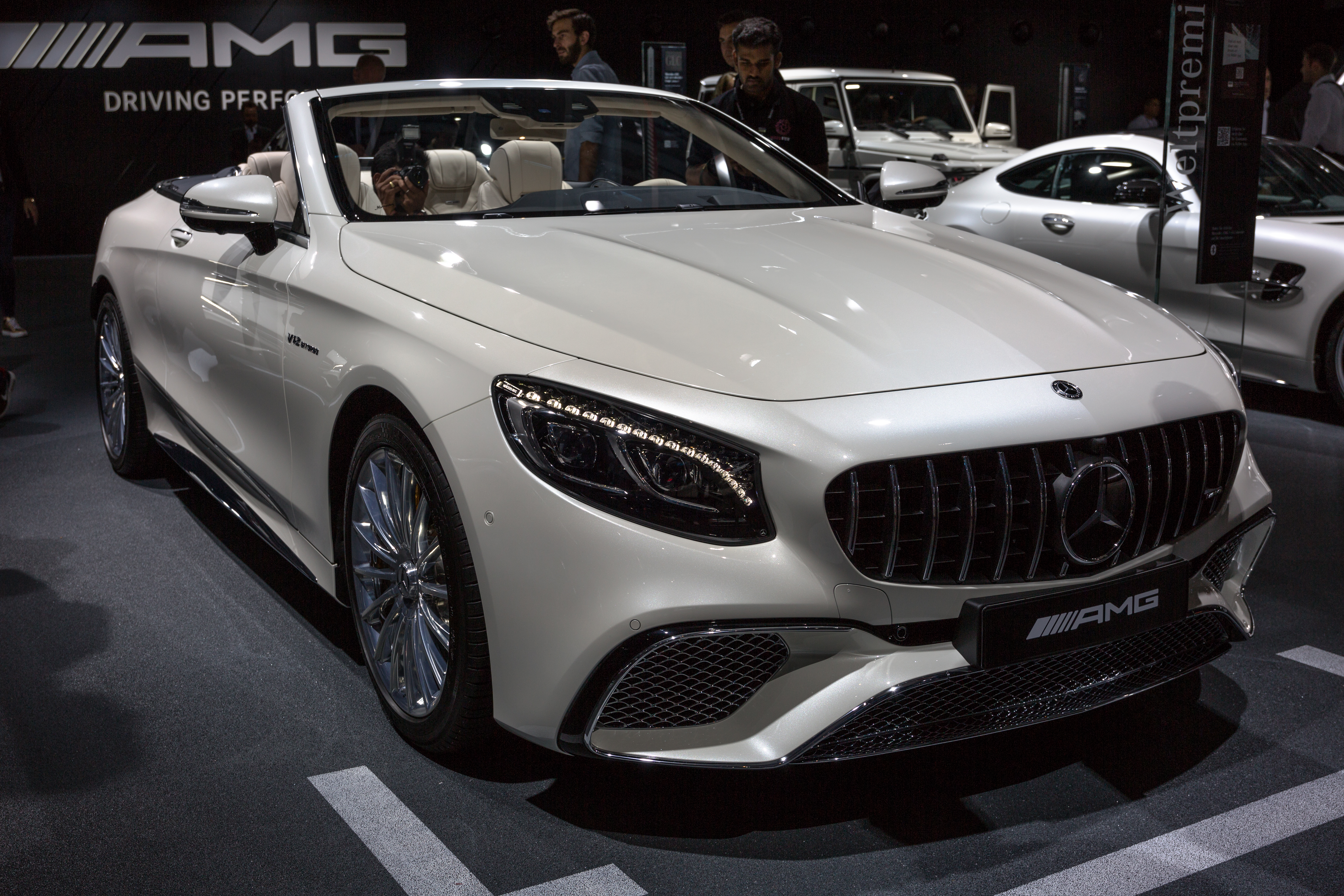
S 65 AMG Cabrio mit Swarovski-Scheinwerfern

Exklusiv für das neue Mercedes-Benz S-Klasse Coupé und Cabriolet sind die Voll-LED-Scheinwerfer auch mit 47 Swarovski-Kristallen je Scheinwerfer erhältlich. 17 eckige Kristalle bilden dabei das Tagfahrlicht und 30 runde Kristalle den Blinker.

## Cabriolet
Das 2015 auf der internationalen Automobil-Ausstellung in Frankfurt vorgestellte Cabriolet hat so viele Leichtbau-Versteifungen, dass sein Fahrverhalten ähnlich wie das des geschlossenen Coupé ist. Die Sicherheit gewährleistet ein Überrollschutzsystem, das im Notfall hinter den Fondpassagieren pyrotechnisch emporschnellt. Verkauft wurde es ab April 2016.

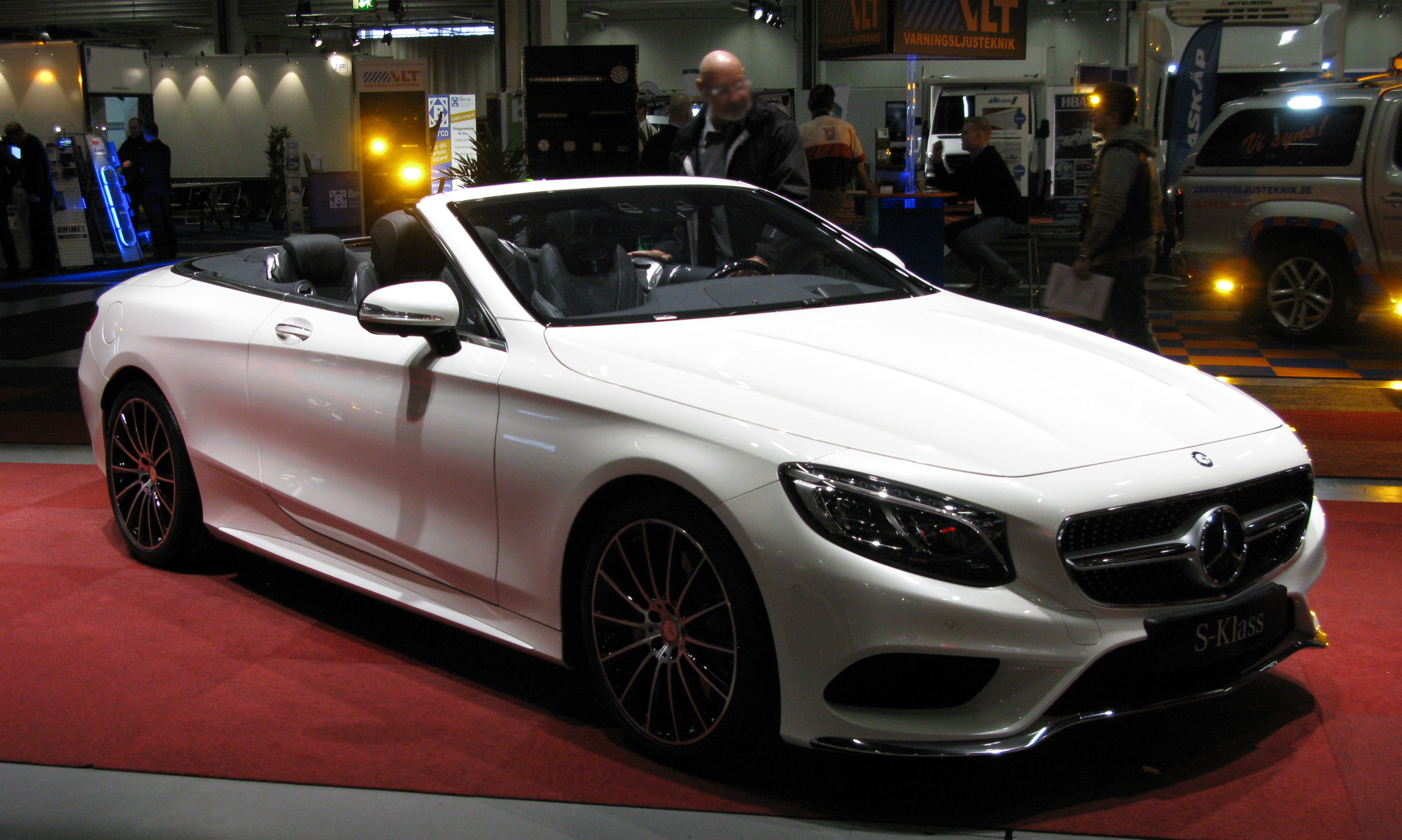
Mercedes-Benz S 500 Cabriolet (2015–2017)
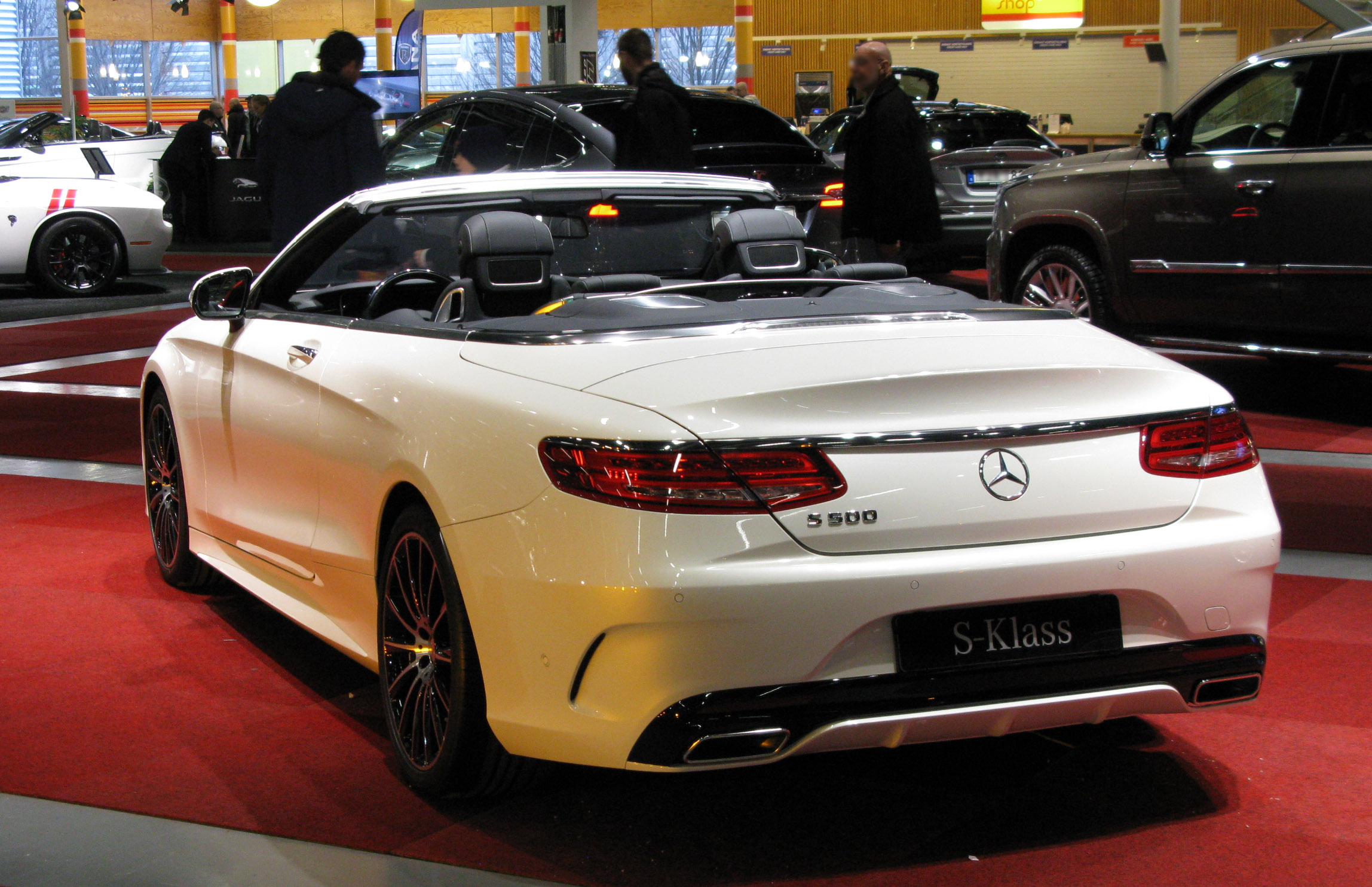
Heckansicht
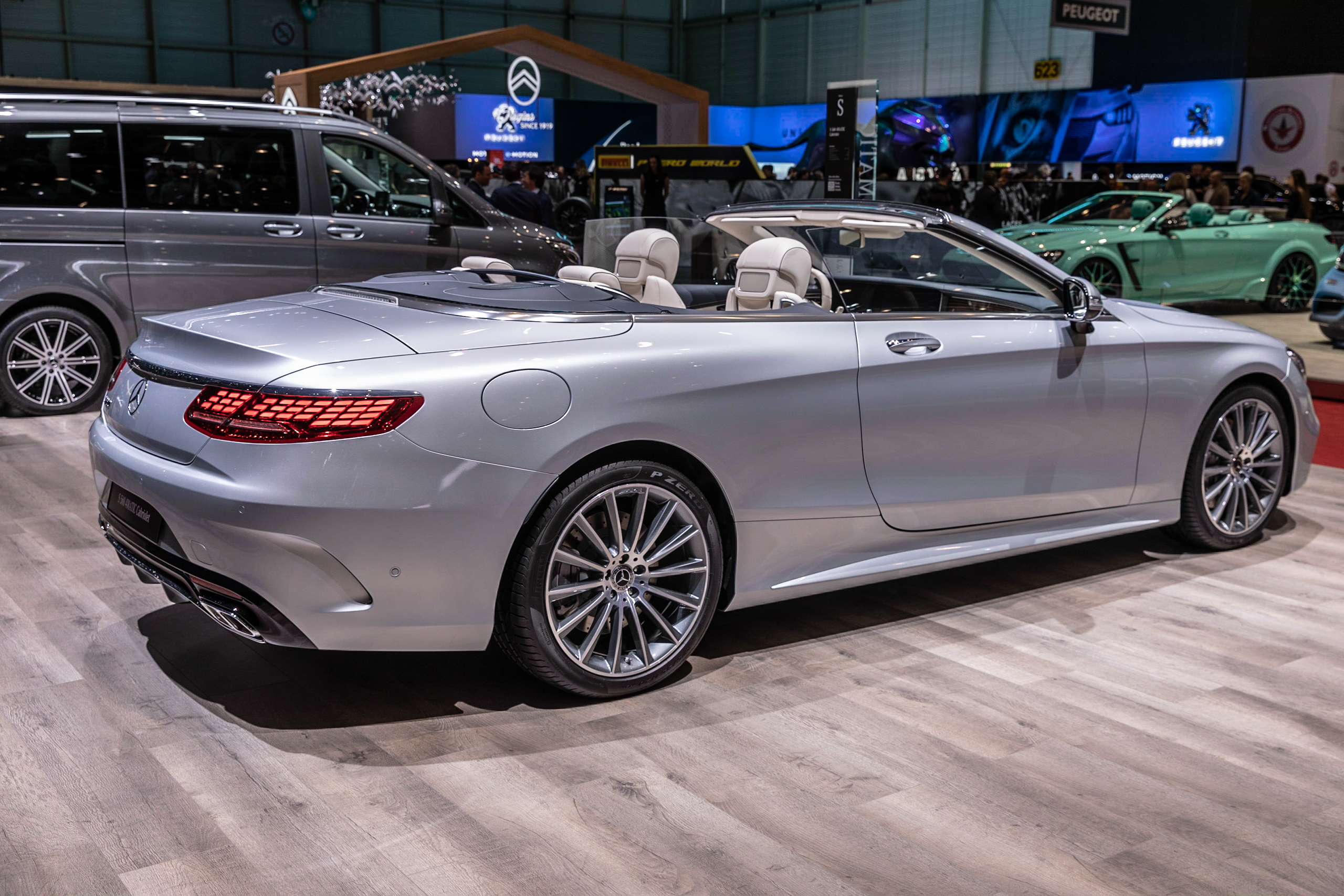
Mercedes-Benz S 560 4MATIC Cabriolet (2017–2020)

### Maybach S 650
Auf der Los Angeles Auto Show im November 2016 wurde mit dem Mercedes-Maybach S 650 Cabrio ein auf 300 Fahrzeuge limitiertes Luxuscabrio auf Basis des Cabriolet vorgestellt. Das S 650 Cabrio wird durch zahlreiche Chromakzente, diverse Maybach-Embleme und 20-Zoll große Maybach-Schmiederäder gekennzeichnet. Außerdem wird beim Öffnen der Türen das Maybach-Logo auf die Straße projiziert. Als Motor kommt der aus dem S 65 bekannte 463 kW (630 PS) starke Sechsliter-V12-Biturbo zum Einsatz, der das Fahrzeug in 4,1 Sekunden auf 100 km/h beschleunigt. Die Höchstgeschwindigkeit gibt der Hersteller mit abgeregelten 250 km/h an. In Deutschland war das Cabriolet zwischen April und Oktober 2017 zu einem Preis von 357.000 Euro erhältlich.

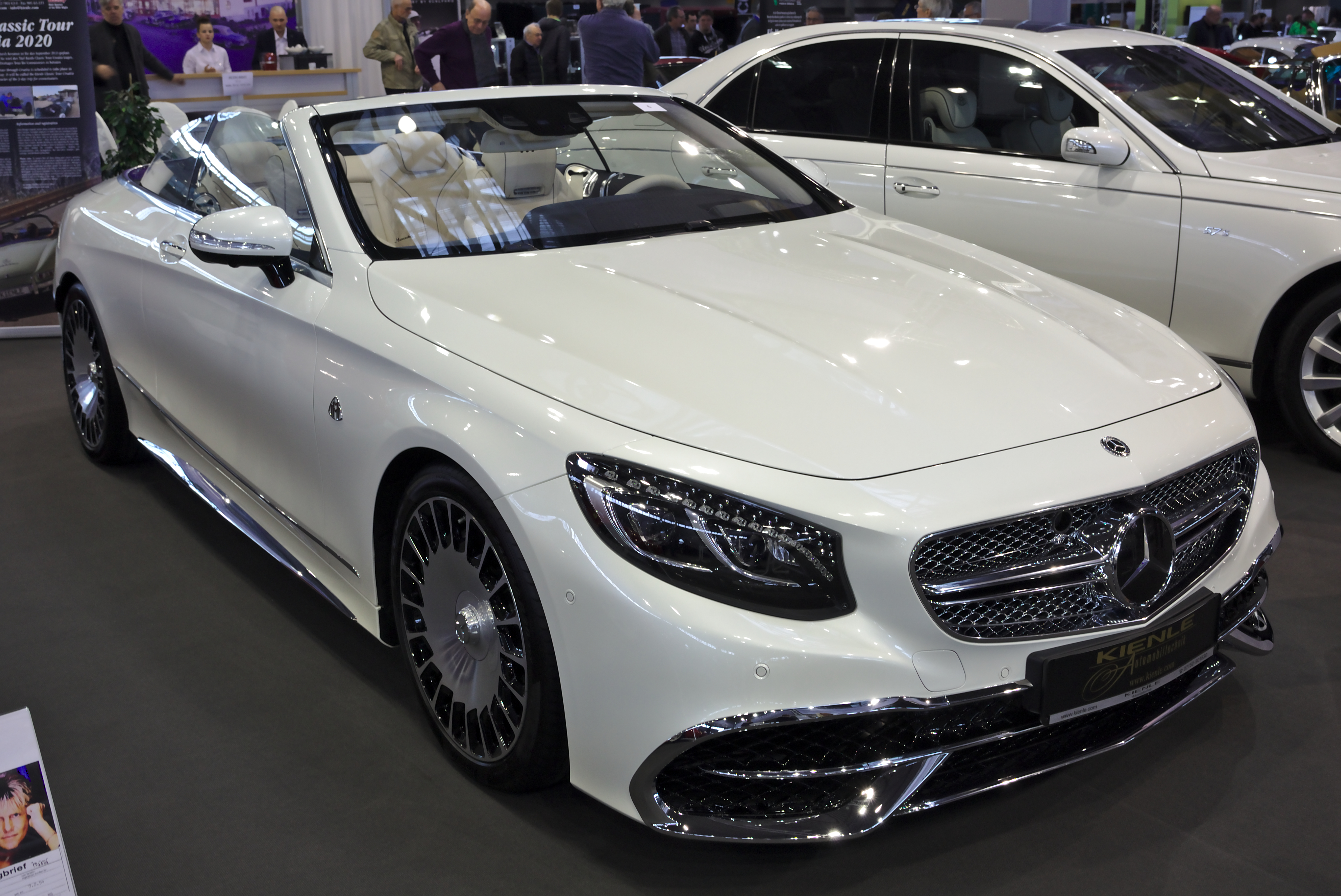
Mercedes-Maybach S 650 Cabrio (2017)
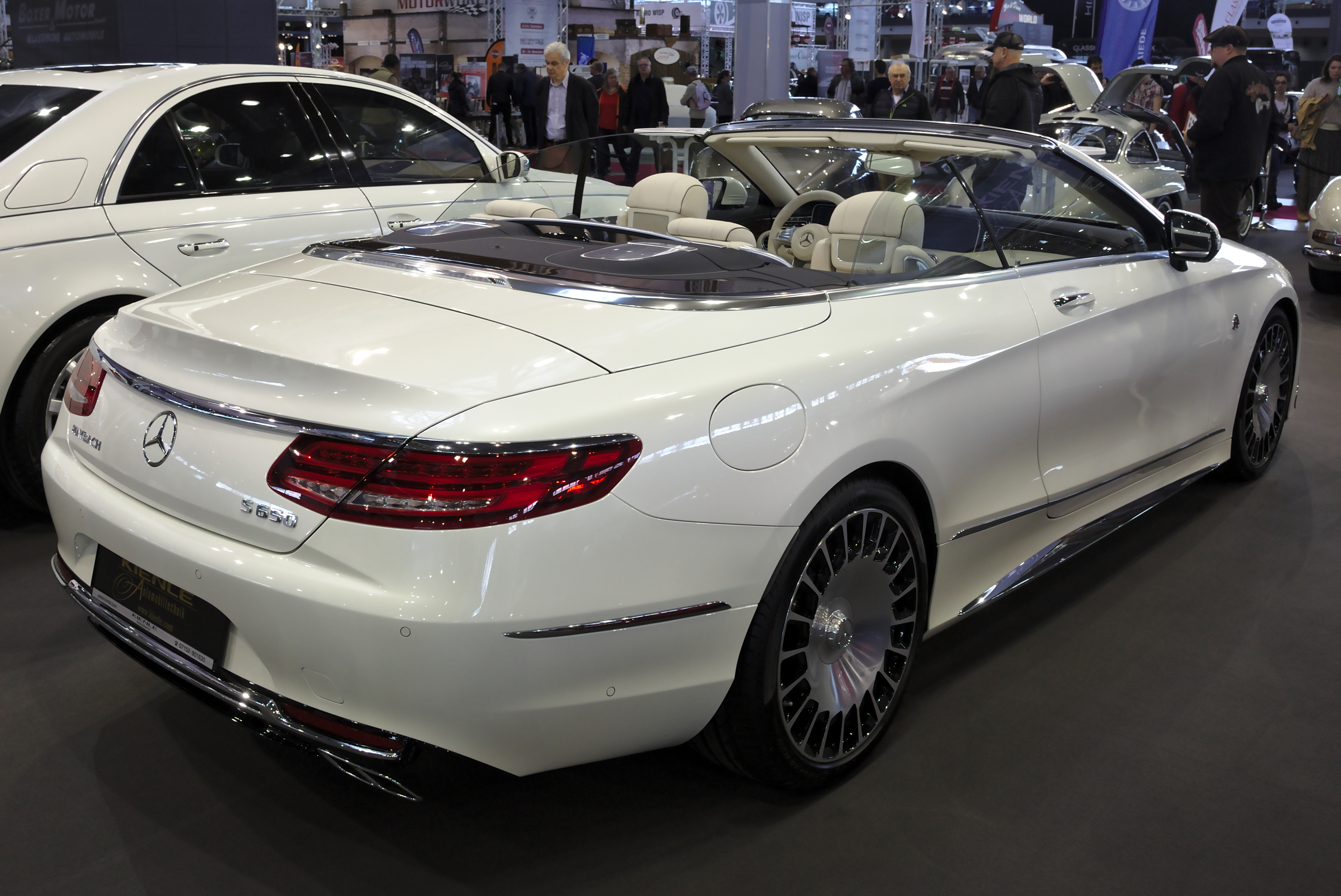
Heckansicht